# Zuzu
Zuzu (paraula que vol dir divisió) era una antiga moneda de plata jueva encunyada durant la revolta de Bar Kokhba, així com un nom jueu per als diversos tipus de petites monedes de plata no jueves, utilitzades abans i després del període de la revolta. El nom es va utilitzar des de l'era grega dels dracmes, passant per l'era romana del denari, i després com a denominació d'un quart de les monedes de la revolta de Bar Kokhba. Els zuzim dels insurrectes jueus es van encunyar sobre denaris imperials o dracmes provincials dels emperadors Vespasià, Tit, Domicià, Trajà i Adrià. Quatre zuzim, denaris o dracmes formen un shekel, una sela o un tetradracma. Era la meitat d'un sicle, unitat de pes assíria i babilònia. Un zuzu equivalia a 4,17 grams.
El zuz s'esmenta a l'Hagadà, a la cançó de Pasqua "Chad gadya, chad gadya" ("Una cabrita, una cabrita"); en què la lletra de dizabin abba bitrei zuzei ("Que el pare va comprar per dos zuzim (mig shekel)") es repeteix al final de cada estrofa. Pot ser significatiu que dos zuzim equivalguin a l'impost de mig shekel requerit per a cada israelita masculí adult a Èxode 30:13.